# Dendra
Dendra (grec moderne : Δενδρά) est un village de Grèce situé près de Midéa en Argolide. Il est surtout connu pour le site archéologique qui s'y trouve, un cimetière datant de la période mycénienne (XIVe – XIIIe siècles av. J.-C.), en lien avec la citadelle de Midéa. 

## Fouilles archéologiques

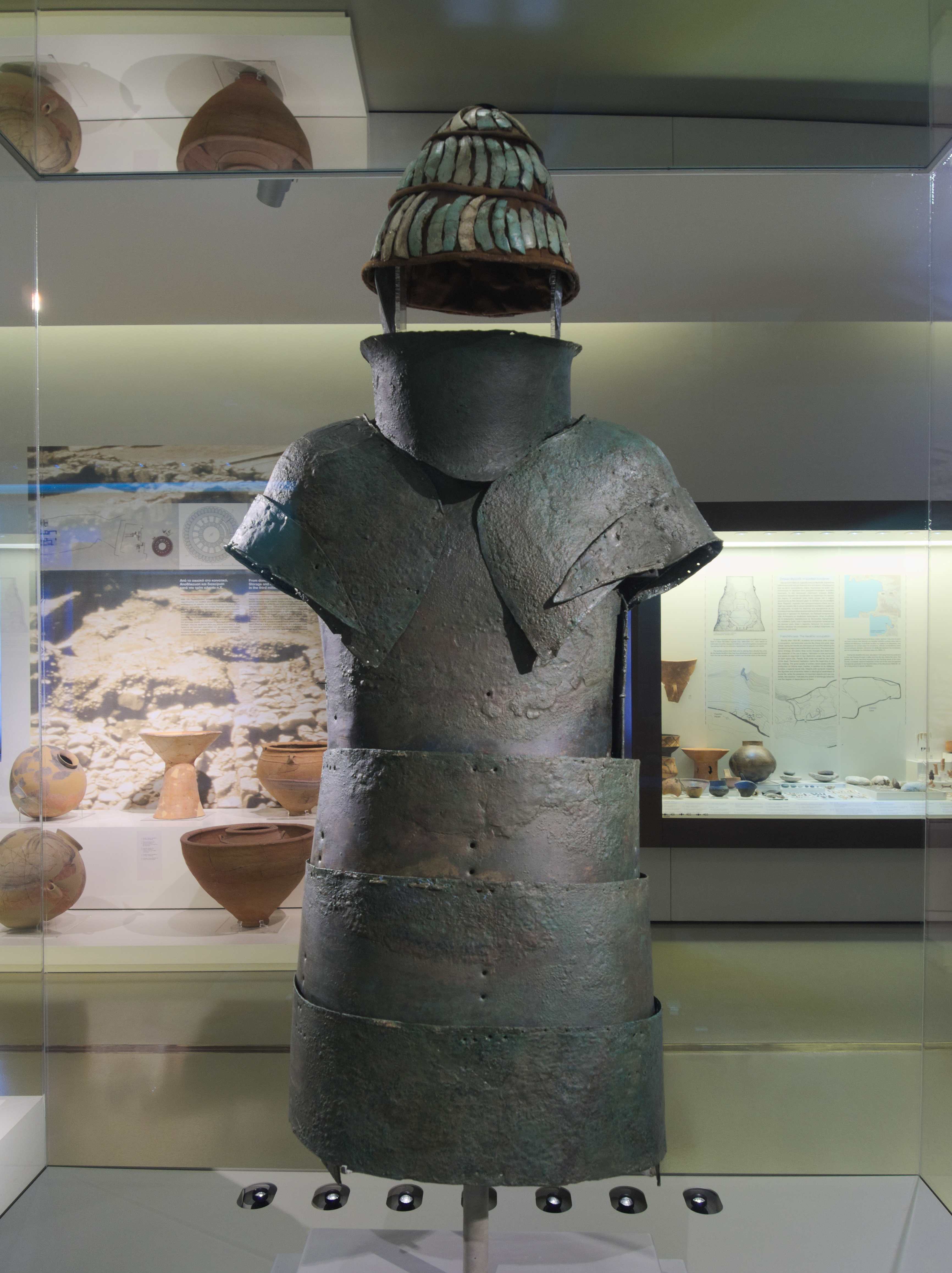
Armure de Dendra, au musée archéologique de Nauplie.

Ce site a été fouillé par une équipe d'archéologues suédois dirigée par Axel W. Persson (en) dans les années 1920. Ils y ont mis au jour plusieurs tombes à tholos (chambre voûtée) caractéristiques des élites de l'époque mycénienne, sans doute celles qui occupaient la forteresse voisine de Midéa qui a également fait l'objet de fouilles à la même période. Ces fouilles sont arrêtées par la Seconde Guerre mondiale. En 1960, les fouilles de l'Institut suédois à Athènes, dirigées par Paul Åström (en) et l'archéologue grec Nikólaos Verdelís, reprennent.
La plus remarquable découverte effectuée dans ces tombes est, en 1960, l'armure mycénienne de Dendra, la seule armure complète de cette époque qui soit connue, composée de plusieurs plaques de bronze liées de façon à s'articuler et cousues sur un vêtement de cuir. L'armure, ainsi que d'autres objets provenant des fouilles de Dendra, se trouve au musée archéologique de Nauplie.